# نفل زاحف
النفل الزاحف أو النفل الأبيض أو برسيم أبيض (باللاتينية: Trifolium repens) أو (بالإنجليزية: White Clover)‏ هو نوع نباتي علفي يتبع جنس النفل من الفصيلة البقولية, له أوراق بيضاء اللون وينمو على ساق طويلة، ينتشر كثيرا في المروج الخضراء والأراضي البور. موطنه الأصلي المشرق والمغرب العربيين وكل مناطق أوروبا، يزهر في بداية الصيف.

## الوصف النباتي
هو نبات عشبي معمر ينتشر بالأرآد (جمع رئد) (بالإنجليزية: Stolon)‏، وهي عبارة عن سوق هوائية زاحفة. الجذور غير متعمقة وتنتج عند العقد الساقية على الرئد.
أوراق النفل الزاحف مكونة من ثلاث وريقات.

أوراق وأزهار النفل الزاحف.

أزهار النفل الزاحف

يعد النفل الزاحف من أفضل محاصيل الأعلاف من حيث القيمة الغذائية نظرًا لمحتواه العال من البروتين ولنسبة الأوراق العالية مقارنة بالساق. هذا النبات يتحمل الرعي نظرًا لوجود نقاط النمو بعيدًا عن متناول الحيوانات.

## فوائد واستخدامات
يمكن الاستفادة من هذه العشبة عن طريق غلي أوراقها وأزهارها واستعمالها كحقنة شرجية، فهي تساعد بالتخلص من آلام داء المفاصل، وأيضا يصنع منها براهم تساعد على التخلص من الالام الخاصة بعضات الوحوش السامة عن طريق وضعها على المكان الذي أصاب الشخص به. يمكن استعمال المزيج المغلي من الزهور والاوراق ومع إضافة الزيت له ويوضع على الأورام القاسية ليلينها.